# Antakalnis
Antakalnis (littéralement en lituanien : « l'endroit sur les collines » ; polonais : Antokol,) est une seniūnija de Vilnius, en Lituanie. Antakalnis est l'une des banlieues historiques les plus anciennes et les plus grandes de Vilnius.

## Localisation
Antakalnis est située dans la partie orientale de Vilnius, le long de la rive gauche de la Neris, avec la rivière qui coule le long de tout le côté ouest du district. La seniūnija d'Antakalnis est la deuxième plus grande de Vilnius, avec une superficie de 77,14 km2 (29,78 milles carrés).

## Géographie
La partie occidentale d'Antakalnis  occupe la terrasse de la vallée de Neris. À l'est, s'étend la butte boisée d'Antakalnis-Sapieginės. Dans la partie sud se trouvent le versant de la vallée de Vilnius, plusieurs grandes collines et crêtes, le parc Kalnų (lt). Au nord d'Antakalnis se trouvent les stations estivales de Valakampiai (lt), Turniškės (lt) et Ežerelis. Žirmūnai (lt) est reliée par trois ponts sur la Neris.
Il existe des sites du patrimoine naturel protégés :

## Étymologie
Le nom est d'origine lituanienne, dérivé du préfixe anta- (maintenant « ant ») et du mot montagne. Cette localité est située dans les hauts plateaux, entre les collines.

## Historique

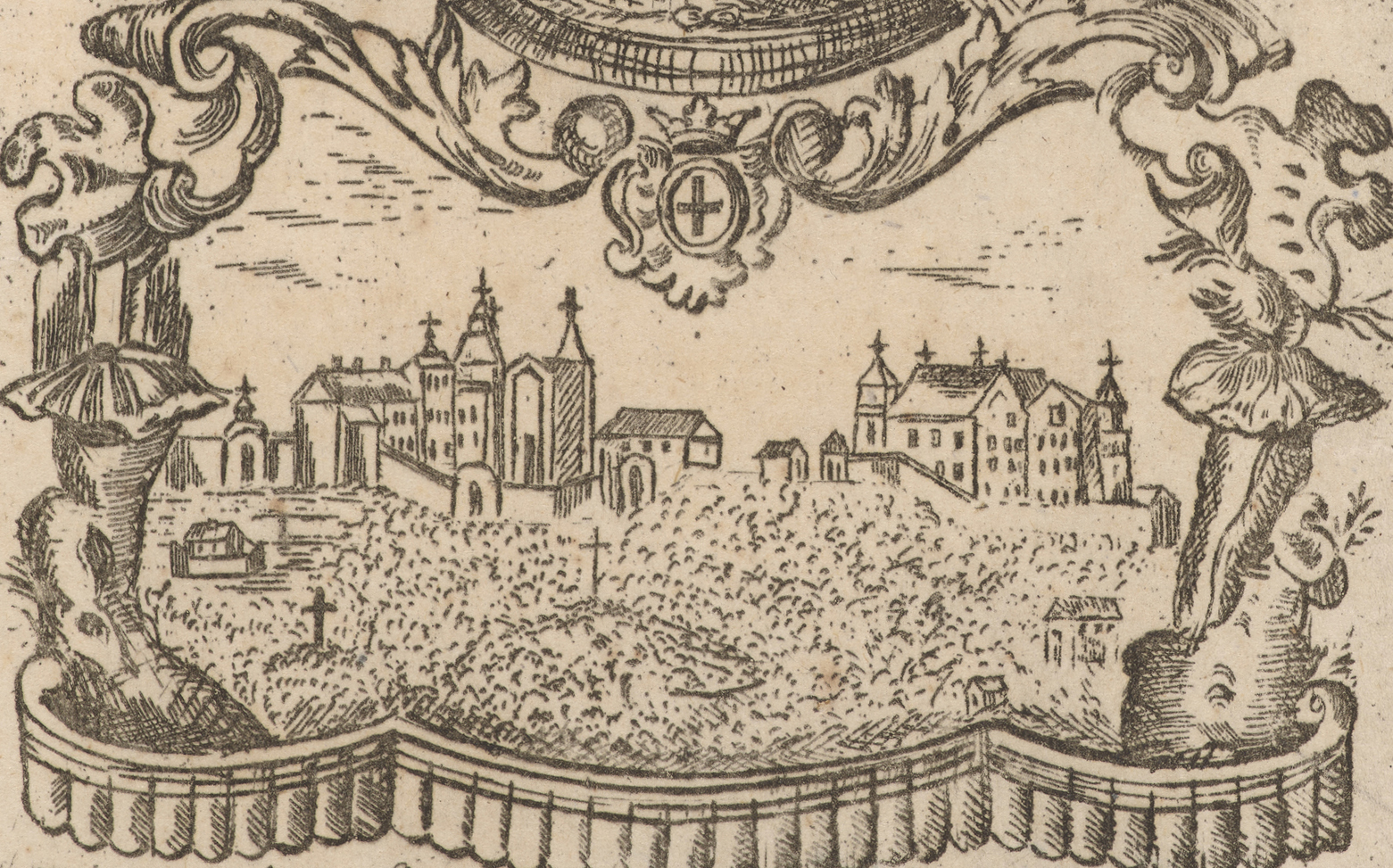
1778 picture

Antakalnis est l'une des plus anciennes banlieues de Vilnius. Historiquement, dans le faubourg d’Antakalnis s’est développé le long d’une route menant à Aukštaitija and Viršupis, le palais d’été des grands-ducs.